# Ambulyx moorei
Ambulyx moorei is een vlinder uit de familie van de pijlstaarten (Sphingidae). De wetenschappelijke naam van de soort werd in 1858 gepubliceerd door Frederic Moore.

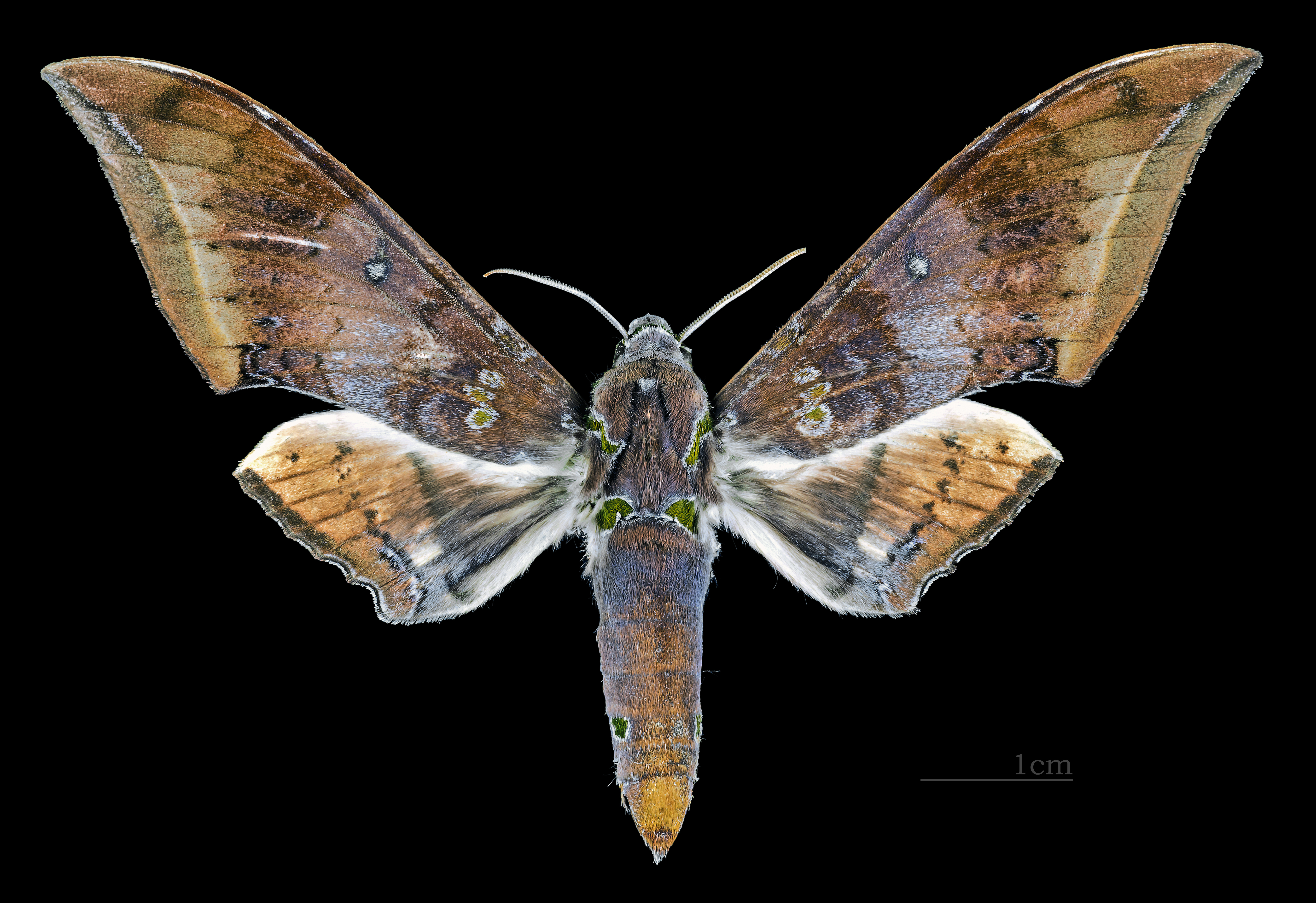
Ambulyx moorei ♂
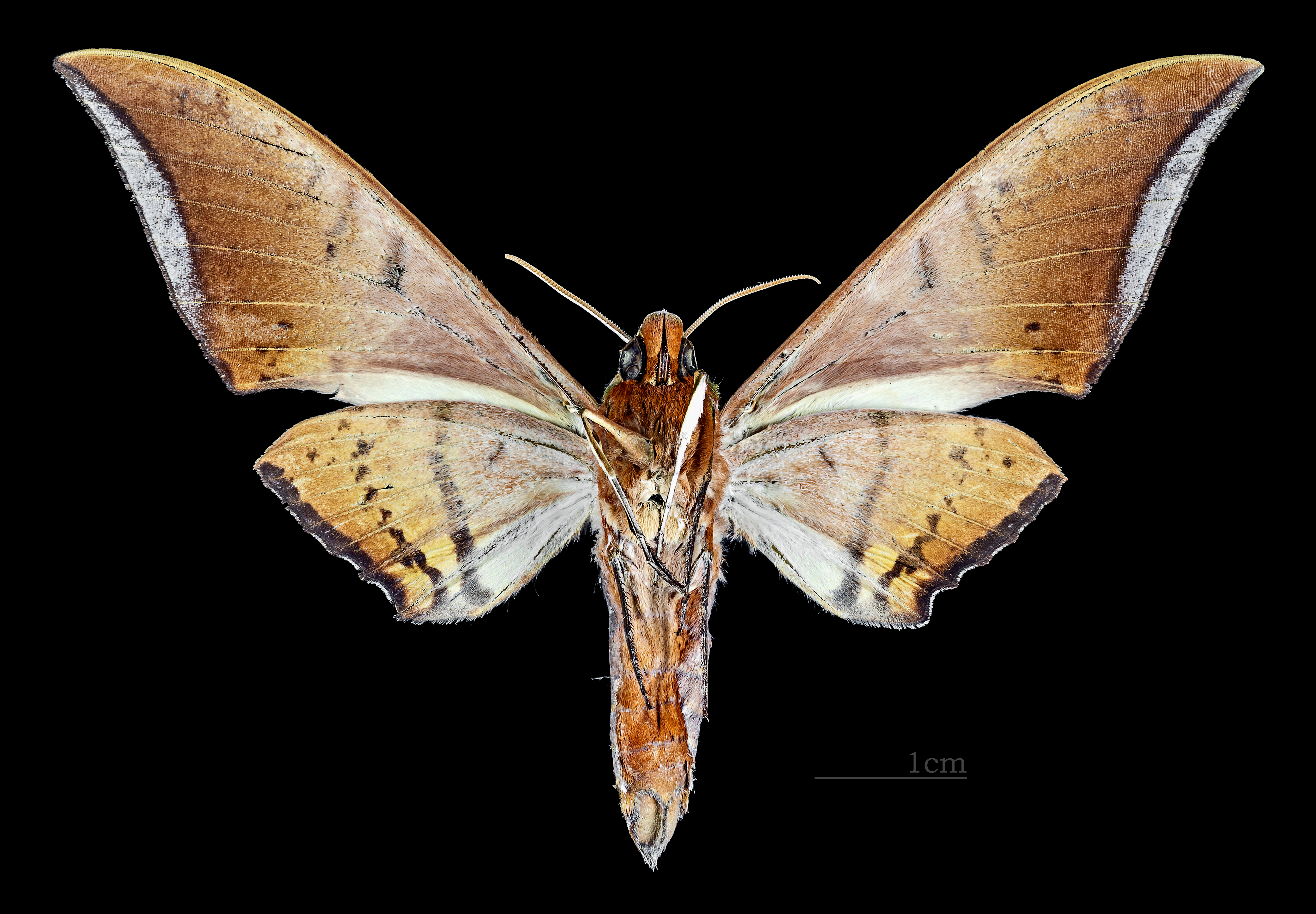
Ambulyx moorei ♂ △